# Deutsche Feldhandball-Meisterschaft 1974
Die Deutsche Feldhandball-Meisterschaft 1974 wurde im Sommer 1974 in einem Endrundenturnier der Regionalmeister ausgespielt. Das Turnier war die 24. vom DHB ausgerichtete Meisterschaftsrunde im Feldhandball der Männer.
Am 24. August 1974 fand in Weinheim vor 4.000 Zuschauern das Endspiel statt, Spielort war das Sepp-Herberger-Stadion der TSG Weinheim. Neuer Deutscher Meister wurde der TSV Birkenau, der gegen die SV 1946 Crumstadt mit 16:14 gewann und damit den ersten Meistertitel der Vereinsgeschichte holte.

## Modus
Erstmals nach dem Ende der Feldhandball-Bundesliga in der Vorsaison wurde wieder eine Endrunde der Regionalverbände veranstaltet wie zwischen 1947 und 1966. Die Meister der fünf Regionalverbände (Berlin: Landesverband) spielten untereinander die Deutsche Meisterschaft in einer einfachen K.-o.-Runde aus. Zunächst wurde die Teilnehmerzahl durch ein Qualifikationsspiel auf vier reduziert, die Siegermannschaften der beiden anschließenden Halbfinalbegegnungen spielten das Endspiel; weitere Platzierungsspiele wurden nicht durchgeführt.
Die folgenden fünf Regionalverbandsmeister waren für die Teilnahme qualifiziert:
TuS Schaar Wilhelmshaven (Norddeutscher Meister)
TuS Ferndorf (Westdeutscher Meister)
SV 1946 Crumstadt (Südwestdeutscher Meister)
TSV Birkenau (Süddeutscher Meister)
Reinickendorfer Füchse (Berliner Meister)
Bei Gleichstand nach regulärer Spielzeit sollte eine Verlängerung die Entscheidung herbeiführen.

## Turnierverlauf
Durch den Rückzug der Spitzenvereine aus dem Feldhandball kamen bei diesen letzten beiden Meisterschaftsrunden 1974 und 1975 Mannschaften aus der zweiten Reihe zum Zug. Von den für die Endrunde 1974 qualifizierten Vereinen war lediglich der spätere Meister TSV Birkenau schon als Bundesliga-Vertreter in der obersten Spielklasse etabliert, Birkenau war erstmals in der Endrunde 1961 aufgetreten, hatte sich anschließend regelmäßig qualifiziert und hatte alle Spielzeiten der Feldhandball-Bundesliga mitgespielt.
Die Reinickendorfer Füchse aus Berlin konnten zwar ebenfalls auf eine lange Tradition von Endrundenteilnahmen im Handball zurückblicken, waren aber in der Feldhandball-Bundesliga nicht vertreten gewesen – alle anderen Vereine hatten sich erstmals zur Endrunde qualifiziert.

### Qualifikationsspiel
TuS Ferndorf – SV 1946 Crumstadt: 10:11 (nach Verlängerung)

### Halbfinale
TuS Schaar Wilhelmshaven – TSV Birkenau: 11:13
SV 1946 Crumstadt – Reinickendorfer Füchse: 13:9

### Endspiel
24. August
TSV Birkenau – SV 1946 Crumstadt: 16:14